# Sieć średniego napięcia

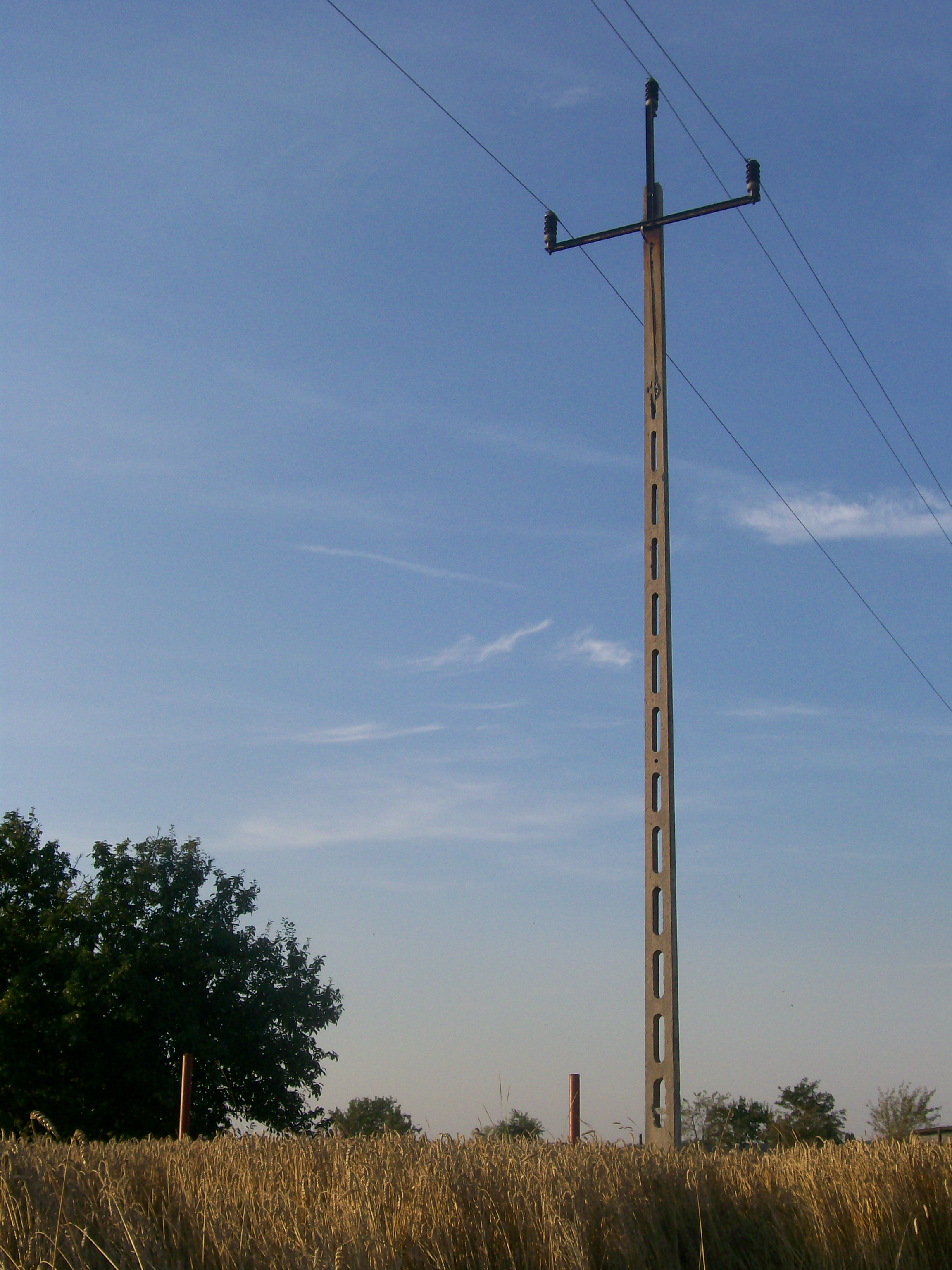
Słup linii średniego napięcia (15 kV) w Sieńcu k. Wielunia

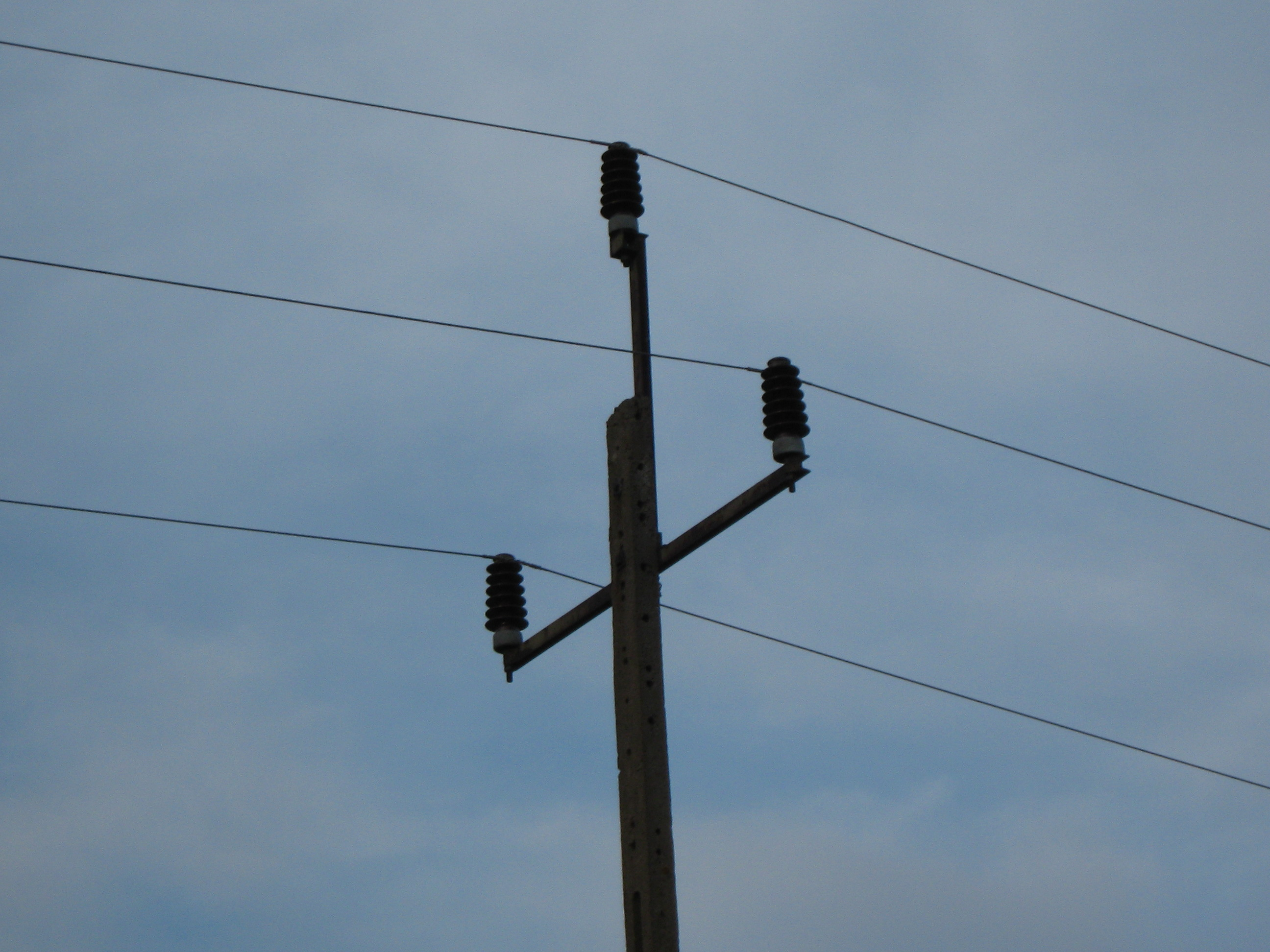
Słup linii średniego napięcia o przewodach w układzie trójkątnym

Sieć średniego napięcia (SN) – sieć elektroenergetyczna, w której napięcie międzyfazowe wynosi od 1 kV do 60 kV.
Średnie napięcie jest szeroko stosowane w sieciach elektroenergetycznych do przesyłania na średnie odległości i rozdziału energii elektrycznej. Jest używane jako napięcie pośrednie, pomiędzy napięciem wysokim używanym do przesyłu energii na duże odległości, a napięciem niskim doprowadzonym do odbiorcy końcowego.
W Polsce jest jednym z elementów w krajowym systemie elektroenergetycznym.
Średnie napięcie często jest stosowane do bezpośredniego zasilania maszyn elektrycznych dużej mocy. Kolejowe linie trakcyjne zasilane są prądem stałym o napięciu 3 kV – są to również sieci średniego napięcia.

## Napięcia znamionowe sieci SN
Jako napięcie przeważające występuje napięcie 15 kV. Na niewielkich obszarach występuje napięcie 3; 5; 6; 10; 20; 30 (Mierzeja Helska); 40; 60 kV (Śląsk). Pierwsze cztery napięcia, tzn. od 3 do 10 kV, spotyka się głównie w sieciach miejskich. Trzy ostatnie od 30 do 60 kV spotyka się w sieciach terenowych. Sieć o napięciu 6 kV jest siecią nierozwojową, która zachowała się w starych dzielnicach dużych miast. W trakcie prac modernizacyjnych sieć ta jest zastępowana napięciem 15 kV. Napięcie 20 kV występuje w kilku rejonach Polski i jest uznawane za rozwojowe głównie ze względu na unifikację międzynarodową.
Zjawisko współistnienia wielu napięć znamionowych w zakresie średnich napięć jest uznawane za bardzo szkodliwe. Na świecie dąży się do jednego względnie najwyżej dwóch napięć znamionowych. Podobne tendencje obserwuje się w Polsce. Wyboru napięcia dla sieci średnich napięć dokonuje się ostatecznie spośród dwóch: 15 i 20 kV. Dotychczasowe dyskusje i badania na ten temat nie doprowadziły do jednoznacznego rozstrzygnięcia. Za napięciem 15 kV przemawia fakt, że sieci o tym napięciu w skali Polski jest około 60%.
Według danych ankietyzacji zakładów energetycznych w 1998 r. struktura napięciowa kształtowała się następująco:
- linie 15 kV stanowią 87% łącznej długości linii SN,
- linie 20 kV stanowią około 9% łącznej długości linii SN,
- pozostałe około 4% sieci SN stanowią linie sieci 6, 10 i 30 kV.

W 2014 roku 86% stacji transformatorowych w sieci średniego napięcia miało górne napięcie 15 kV, a 10% – 20 kV.

## Sposoby pracy punktu neutralnego
W odróżnieniu od elektroenergetycznych systemów przesyłowych wysokich napięć i najwyższych napięć dystrybucyjne sieci średnich napięć pracują z reguły z nieskutecznie uziemionym punktem neutralnym. Wyróżniamy tu między innymi:
- Sieci o izolowanym punkcie neutralnym
- Sieci skompensowane
- Sieci o punkcie neutralnym uziemionym przez dużą impedancję
- Sieci o punkcie neutralnym uziemionym przez rezystor
- Sieci o punkcie neutralnym uziemionym przez małą reaktancję (spotykane w USA)

Według danych ankietyzacji zakładów energetycznych w 1998 r. zakres sposobów pracy punktów neutralnych sieci SN kształtował się następująco:
- 21% sieci z izolowanym punktem neutralnym
- 76% sieci skompensowane
- około 3% sieci pracujące z uziemionym punktem neutralnym przez rezystor

## Linie elektroenergetyczne SN
Linie energetyczne średniego napięcia (SN) służą do przesyłu i rozdziału energii elektrycznej, są to linie napowietrzne i kablowe o napięciu od 15 do 30 kV. Ich głównym zadaniem do niedawna był wyłącznie przesył (wyprowadzenie) mocy elektrycznej z Głównych Punktów Zasilających (GPZ) do poszczególnych stacji transformatorowo-rozdzielczych SN/nn. Z czasem kierunek przepływu mocy w sieci SN zaczął się zmieniać z jednokierunkowego na dwukierunkowy. Wynika to z tego, że do sieci dystrybucyjnej mogą być obecnie przyłączane niewielkie lokalne źródła energii elektrycznej, które w zależności od obciążenia linii zmieniają kierunki rozpływu mocy w sieci.

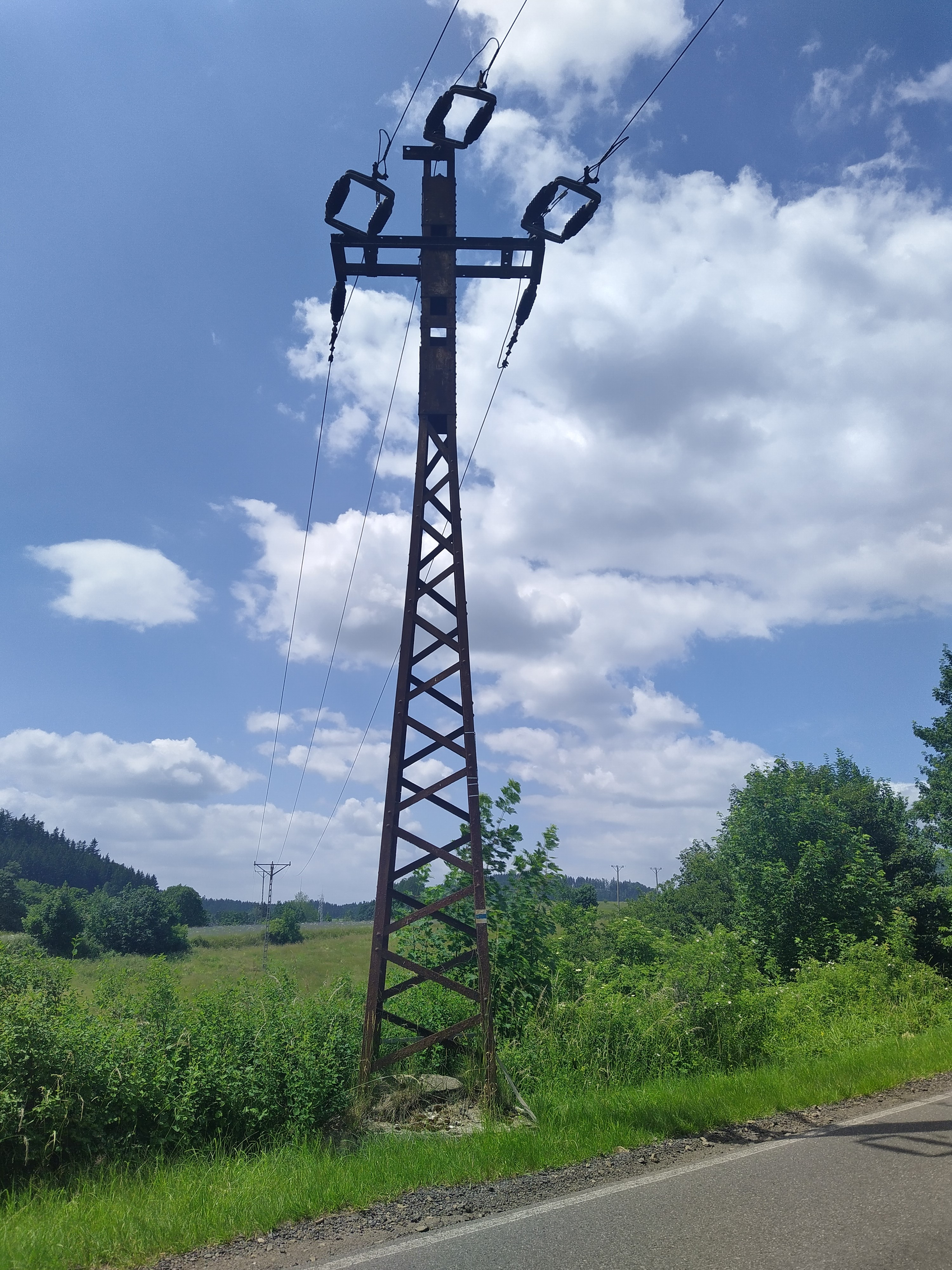
Stary maszt kratowy stalowy na Śląsku
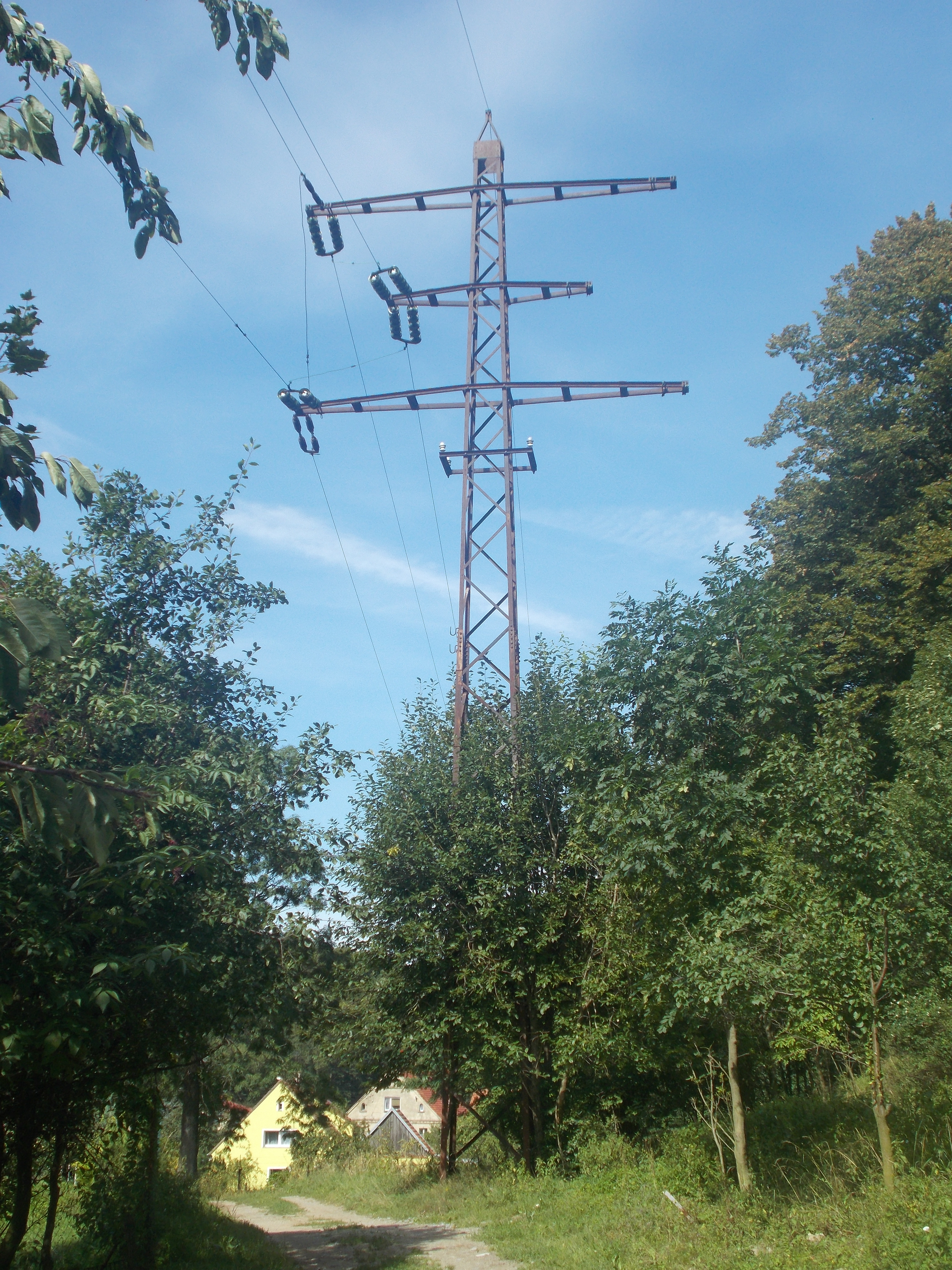
Przedwojenny maszt izolowany na 60kV
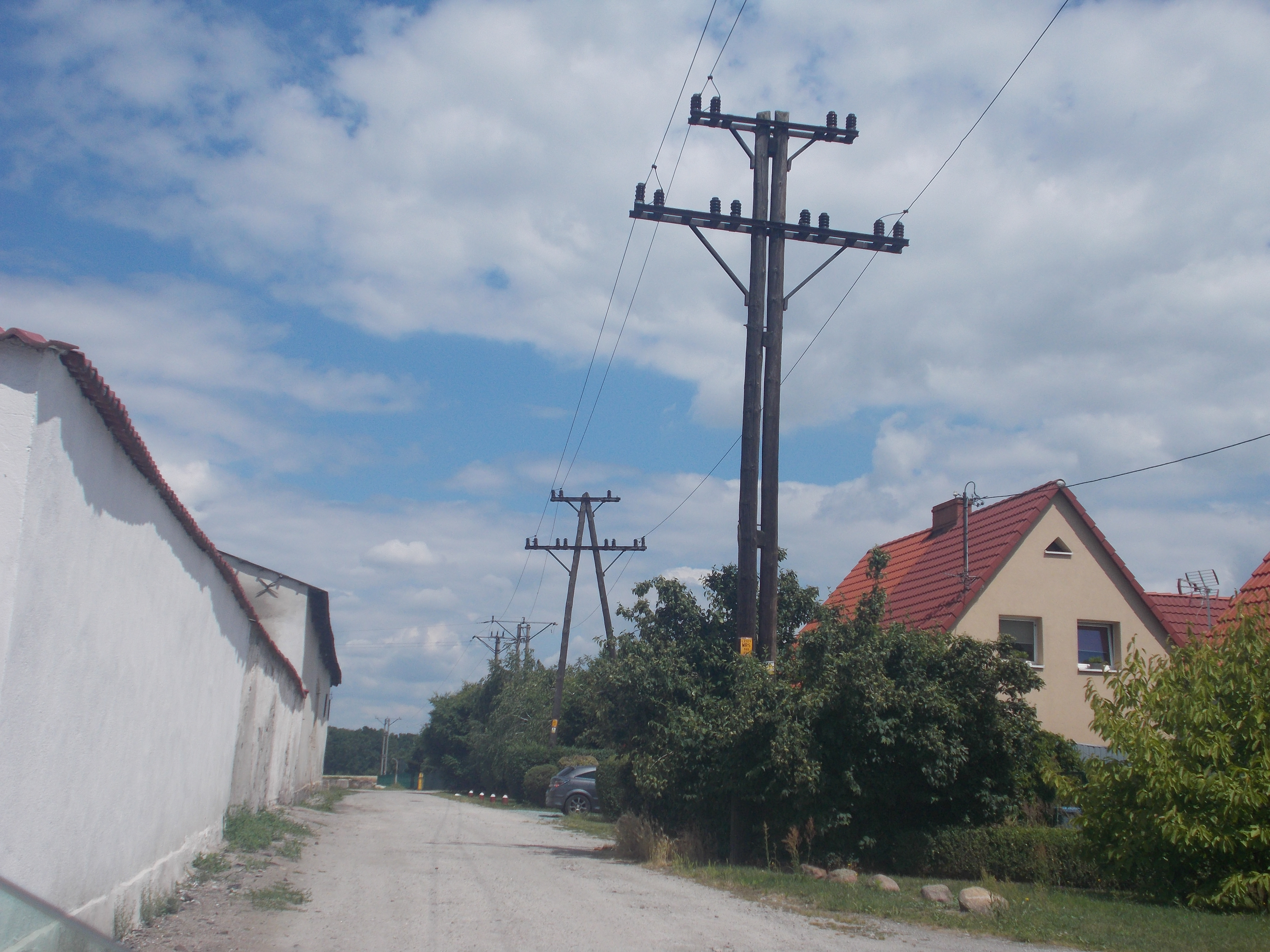
Drewniany maszt średniego napięcia
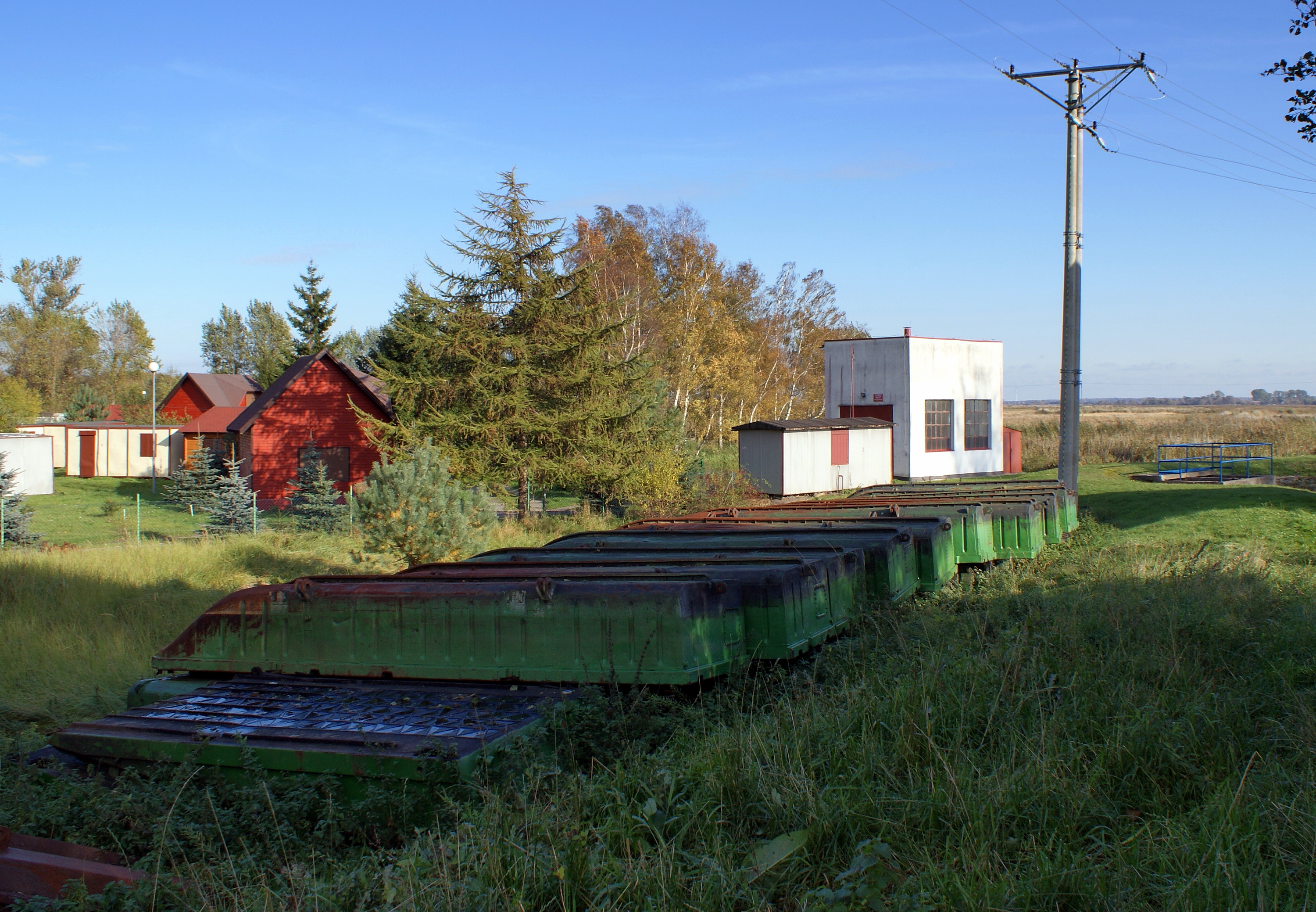
Nowoczesny maszt betonowy